# Nervi motor ocular comú
El nervi motor ocular comú (MOC) o tercer parell cranial o nervi cranial III, és el que controla la major part dels moviments de l'ull, incloent la constricció de la pupil·la i manté l'ull obert, ja que innerva el múscul elevador de la parpella. Entra en l'òrbita a través de la fissura orbitària superior. El MOC deriva de la placa basal del mesencèfal embrionària. Els nervis cranials IV i VI, també participen en el control de moviment dels ulls.